# Sperwershof

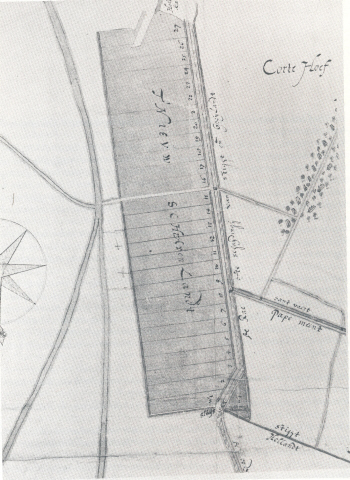
Kavels in 's-Graveland, 1636

Sperwershof is een landgoed in 's-Graveland in de Nederlandse provincie Noord-Holland.

## Geschiedenis
Op 7 juni 1634 worden 27 kavels in 's-Graveland verloot onder zes belangstellenden. Sommige belangstellenden kopen meerdere kavels, sommigen delen een kavel. De kavels zijn op de kaart genummerd van Noord naar Zuid. Sperwershof ligt op kavel 8 tussen Boekesteyn en Spanderswoud. Kavel 8 heeft twee eigenaaris, het huis Sperwerhof ligt op het deel van Benedictus Schaeck,(Heer van Anckeveen) die Boekesteyn bouwt, en ook kavel 19 heeft gekocht. Het andere deel van kavel 8 is van Andries Bicker, burgemeester van Amsterdam, die ook kavel 9 en 10 koopt (Spanderswoud) en ook 20 en 21 aan het Zuidereinde.
Ten oosten van deze rij landgoederen wordt in die tijd veel zand afgegraven, een klein deel wordt gebruikt om de landgoederen te verhogen, vooral waar de huizen komen, de rest wordt afgevoerd naar Amsterdam en wordt gebruikt voor de uitbreiding van de stad. Tussen de afgravingen en de landgoederen liggen de Noksloot en de 's-Gravelandsevaart om voor goede afwatering te zorgen.
In 1636 verkoopt Schaeck een deel van kavel 8 van de buitenplaats Brambergen aan zijn zwager Adriaan Dircksz. Sperwer en Adriaan Sperwer bouwt ten Zuiden hiervan het huis Sperwershof. Er staat in 1636 al een eenvoudig houten huis of schuur op Brambergen. Dat was nodig voor ontginning van de woeste gronden die toen nog in volle gang waren. Later kwam daar dwars op de schuur een echt stenen huis voor. toenmalig eigenaresse Maria Maria Elisabeth de Walé vrouwe van Anckeveen laat rond 1725 de houten huismanswoning ingrijpend verbouwen. Het resultaat: een stenen hallenhuisboerderij met dwarshuis van het krukhuistype. Brambergen behoort tegenwoordig weer bij Boekesteyn met in de stal van de boerderij het bezoekerscentrum van Natuurmonumenten.

## Bewoners
Adriaan Sperwer is dus de eerste bewoner. In het midden van de 18de eeuw wordt het huis door Jan Bernd Bicker en zijn echtgenote Catharina Boreel als buitenhuis gebruikt. De volgende eigenaar is Van Weede. Na zijn overlijden in 1861 verhuren de erven het huis totdat zij het in 1870 aan Pieter Samuel Dedel verkopen. Hij bouwt in 1880 de tweede Sperwershof. Na zijn overlijden gaat het huis naar Willem Röell.

#### Röell
Enkele opvolgende generaties van de familie Röell hebben op Sperwershof gewoond:
- Willem baron Röell (1837 - 1915), zoon van Herman Hendrik Röell; trouwde met Johanna Isabelle Dedel (1842-1918) uit Velsen
  - jhr. mr. dr. Willem Frederik Röell (1870-1942)
    - jhr. ir. Joan Röell (1906-2000); trouwde met jkvr. Sophia Christina Feith (1912-1991), oud-kinderverzorgster van de prinsessen Beatrix en Irene